# آل حميدان (صعدة)
آل حميدان هي إحدى قرى الجمهورية اليمنية. وهي تتبع جغرافيًا لمحافظة صعدة. وإداريًا لمديرية سحار. يبلغ تعداد سكانها 1960 نسمة حسب الإحصاء الذي أجري عام 2004.